# FOREVER (藤重政孝の曲)
「FOREVER」（フォーエバー）は藤重政孝の4枚目のシングル。 EMIミュージック・ジャパンから 1995年2月17日にリリース。

## 解説
2枚目のアルバム『forever』に続き、日本テレビ系「独占SPORTS情報」エンディング・テーマ。全作品の中で最高位を記録。

## 収録曲
作詞：藤重政孝　作曲・編曲：野中則夫
1. FOREVER
2. 駆け抜けたTeenage Blue
3. FOREVER (inst.)